# Yuan Chai-wan
Yuen Chai-wan (chinois : 阮濟云; cantonais : Yún Jai-wàhn ; Yuen Chai-wan, 1877-1959), est un maître de wing chun aussi connu sous le nom vietnamien de Nguyễn Tế-Công et parfois sous le nom de Long Vu Te.

## Biographie
Né à Foshan, dans le Guangdong, il est le frère aîné de Yuan Kay-shan et eut les mêmes maîtres que lui : Fok Bo-chuen et plus tard Fung Siu-ching.
En 1936 il fut invité à enseigner le Wing Chun au Vietnam, à l'association des expatriés de Nanhai et Shunde. Il accepta et déménagea avec sa famille à Hanoï, où il se fit connaître sous la prononciation Vietnamien de son nom, Nguyen Te-Cong. Pendant l'invasion japonaise, il rejoignit la résistance Vietnamienne.
Après la guerre, il commence à ouvrir son enseignement à des élèves vietnamiens plus nombreux. En 1954, à cause de la guerre avec le nord communiste, il émigre avec sa famille à Saïgon, où il fonde une nouvelle école.
Il meurt dans cette ville en 1959.

## Enseignement
Après son arrivée au Vietnam, Yuen Chai-wan n'enseignait le wing chun qu'à des ressortissants chinois, à l'exception de quelques vietnamiens triés sur le volet.
Il ne transmit pas les formes Chum kiu et Biu jee à ses élèves vietnamiens (on ignore s'il l'enseignait à ses élèves chinois). En revanche, il enseignait une série d'exercices liés aux cinq animaux (tigre, léopard, grue, serpent et dragon) qui furent plus tard réunis en six formes distinctes par le maître Ngo Si Quy (une forme par animal, plus une forme dite unifiée) et incluses dans l'enseignement actuel.
Yuen Chai-wan enseignait un Wing Chun très souple, qualifié parfois d'interne par ses élèves, qui continuèrent à propager son enseignement dans cette direction. Du fait de cette approche interne, ce Wing Chun assez particulier est actuellement enseigné dans les centres de réadaptation pour aveugles d'Hanoï, ainsi que par certains psychomotriciens dans le monde.